# Bastien Tronchon
Bastien Tronchon (Chambéry, 29 marzo 2002) è un ciclista su strada francese che corre per la Decathlon AG2R La Mondiale Team. Attivo con la formazione World Tour dall'agosto 2022 come stagista, coglie subito un successo imponendosi nella terza tappa della Vuelta a Burgos; passa professionista a inizio 2023 con la stessa squadra.

## Palmarès
- 2020 (La Motte-Servolex Cyclisme Juniores)

Classic Jean-Patrick Dubuisson juniors
- 2021 (AG2R Citroën U23 Team)

Grand Prix de Fougères
- 2022 (AG2R Citroën U23 Team/AG2R Citroën Team, una vittoria)

Pelousey Classic
Giro della Provincia di Biella
2ª tappa L'Armoricaine Cycliste
3ª tappa Vuelta a Burgos (Quintana Martín Galíndez > Villarcayo)
- 2025 (Decathlon AG2R La Mondiale Team, una vittoria)

Tro-Bro Léon

### Altri successi
- 2019 (La Motte-Servolex Cyclisme Juniores)

2ª tappa, 1ª semitappa Aubel-Thimister-Stavelot (Thimister-Clermont, cronosquadre, con Van Rysel-AG2R La Mondiale)
- 2021 (AG2R Citroën U23 Team)

Classifica scalatori Circuit des Ardennes
- 2024 (Decathlon AG2R La Mondiale Team)

Classifica giovani Tour des Alpes-Maritimes

## Piazzamenti

### Grandi Giri
- Giro d'Italia

2024: 88°
- Tour de France

2025: 77º

### Classiche monumento
- Milano-Sanremo

2025: 151º
- Giro delle Fiandre

2024: 72°
- Liegi-Bastogne-Liegi

2025: 46º

### Competizioni mondiali
- Campionati del mondo

Wollongong 2022 - In linea Under-23: 18º